# Лига куп Мађарске у фудбалу
Лига куп Мађарске у фудбалу (мађ. Magyar Ligakupa) је био годишњи фудбалски турнир на којем су учествовали клубови из Мађарске лиге. Настао је 2007. године и такмичење је трајало само 8. сезона, а укинут је у сезони 2015/2016. Правила су више пута модификована. Најуспешнији тим је био Видеотон са три освојене титуле.

## Историја

### Почеци
Први планови новог купа су били завршени 2005. године, а тадашњи председник лиге др. Ласло Сибен је у тој идеји видео велики маркетиншки приход. Нацрт серије у то време је био о елиминационом систему и у њему би учествовали професионални клубови (тј. НБ I и |НБ II тимови). Међутим, Сибеновим одласком идеја је заборављена. У лето 2007. године, Иштван Киштелеки, председник МЛС, поново је изнео идеју стручном комитету. Организација мађарских тренера подржала је иницијативу, позитивни део јер се с једне стране младим фудбалерима може дати прилика да играју на утакмици, а са друге негативни део где су играчи више оптерећени.

## Правила
Приликом израде правилника о такмичењу, чланови МЛС-а су тражили од такмичарске комисије да у оквиру купа буде што више утакмица и да постоји јединствен систем у Европи.
До сада је МЛС скоро сваке године мењао формат. Број тимова учесника варирао је између 16, 24 и 32, у зависности од тога колико је НБ II тимова било дозвољено да учествују од стране удружења. Од сезоне 2013/14, уједињењем НБ II и искључењем других тимова НБ I тимова, омогућено је да сви НБ II клубови учествују у утакмицама.
У првом такмичењу организована је серија купова у јесен и пролеће, прва је названа Пушкаш куп, а друга Деаков куп. Да је исти тим освојио обе, аутоматски би освојили лига куп, иначе су два победника играла у великом финалу. Међутим, овај облик организовања је укинут већ за другу сезону и од тада су се екипе бориле у једној серији од јесени до пролећа.
Борбе су се одвијале по систему познатом у међународним куповима. Учесници су прво морали да прођу кроз групне мечеве, а затим је уследила директна фаза елиминације до финала.

## Финала Лига купа
Учинак клубова приказан је у следећој табели:
| Сезона  | Победник    | Резултат      | Другопласирани |
| ------- | ----------- | ------------- | -------------- |
| 2007/08 | Видеотон    | 1 : 0 / 2 : 0 | Дебрецин       |
| 2008/09 | Видеотон    | 3 : 1         | Печуј          |
| 2009/10 | Дебрецин    | 2 : 1         | Пакш           |
| 2010/11 | Пакш        | 1 : 2 / 3 : 0 | Дебрецин       |
| 2011/12 | Видеотон    | 3 : 0         | Кечкемет       |
| 2012/13 | Ференцварош | 5 : 1         | Видеотон       |
| 2013/14 | Диошђер     | 2 : 1         | Видеотон       |
| 2014/15 | Ференцварош | 2 : 1         | Дебрецин       |

## Учинак

### Учинак клубова
| Екипа       | Победник | Другопласирани | Победничке године         | Вицешампионске године     |
| ----------- | -------- | -------------- | ------------------------- | ------------------------- |
| Видеотон    | 3        | 2              | 2007/08, 2008/09, 2011/12 | 2012/13, 2013/14          |
| Ференцварош | 2        | –              | 2012/13, 2014/15          | –                         |
| Дебрецин    | 1        | 3              | 2009/10                   | 2007/08, 2010/11, 2014/15 |
| Пакш        | 1        | 1              | 2010/11                   | 2009/10                   |
| Диошђер     | 1        | –              | 2013/14                   | –                         |
| Печуј       | –        | 1              | –                         | 2008/09                   |
| Кечкемет    | –        | 1              | –                         | 2011/12                   |